# Eureka (Texas)
Eureka is een plaats (city) in de Amerikaanse staat Texas, en valt bestuurlijk gezien onder Navarro County.

## Demografie
Bij de volkstelling in 2000 werd het aantal inwoners vastgesteld op 340.
In 2006 is het aantal inwoners door het United States Census Bureau geschat op 377, een stijging van 37 (10.9%).

## Geografie
Volgens het United States Census Bureau beslaat de plaats een oppervlakte van
6,2 km², waarvan 6,0 km² land en 0,2 km² water.

## Plaatsen in de nabije omgeving
De onderstaande figuur toont nabijgelegen plaatsen in een straal van 16 km rond Eureka.